# Josip Dukić
Don Josip Dukić (Košute, 19. ožujka 1968.), hrvatski rimokatolički svećenik Splitsko-makarske nadbiskupije, crkveni povjesničar, kulturni djelatnik. Kulturni je preporoditelj triljskog kraja.

## Životopis
Josip Dukić rodio se u Košutama kod Trilja 1968. godine. U Trilju je završio osnovnu školu. Srednje školovanje završio je u Splitu u Srednjoj školi za spremanje svećenika. Diplomirao je filozofsko-teološki na Teologiji u Splitu (Katolički bogoslovni fakultet u Zagrebu). Zaredio se za svećenika Splitsko-makarske nadbiskupije 28. lipnja 1992. godine. Od 1992. godine je šest godina bio župnik u župi Žedno-Arbanija na otoku Čiovu. U Rimu je 1998. godine upisao poslijediplomski studij na Fakultetu crkvene povijesti pri Papinskom sveučilištu Gregorijani. Magistrirao je 2000., te doktorirao 2008. godine. Magistrirao i doktorirao na temi starokršćanskih natpisa iz Salone. Doktorat je naslova Vita e fede dei cristiani di Salona secondo le iscrizioni. Con catalogo ragionato e commenti. (Život i vjera salonitanskih kršćana prema natpisima. Katalog natpisa i komentari). U Rimu je 2004. godine završio Vatikansku školu za paleografiju, diplomatiku i arhivistiku. Vratio se u Hrvatsku i preuzeo službu knjižničara u Nadbiskupskom sjemeništu u Splitu (Paštrićeva knjižnica). Na splitskom Katoličkom bogoslovnom fakultetu 2005./2006. predaje crkvenu povijest.
Član je Komisije Hrvatske biskupske konferencije i Bosne i Hercegovine za hrvatski martirologij i Viteškog alkarskog društva. Osnovao je civilnu udrugu Kulturno društvo Trilj kojim i predsjeda. S tom je udrugom zajedno s brojnim suradnicima u Trilju od 2006. godine objavio 26 knjiga, a priprema nekoliko novih. Vodi projekte sređivanja najstarije javne knjižnice u Dalmaciji (don Ivan Paštrić) kao i arhivske ostavštine don Frane Bulića.
Kulturno je preporodio triljski kraj. Dukić i njegova kulturna udruga objavili su brojne knjige različite tematike, potaknuli povijesna i znanstvena istraživanja cetinskoga kraja, te potaknuli niz manifestacija u okolnim selima.

## Djela
Nepotpun popis:
- Crkva Sv. Mihovila u Trilju: (1901. – 2001.), 2001.
- Košute selo zaigrano, 2010. (suautor Miljenko Marić)
- Dugopoljski žrtvoslov (1941. – 1948.), 2011. (suautorica Blanka Matković)
- Nije sve tako crno: razgovori, feljtoni i polemike, 2016.
- Služavke Malog Isusa u župi Trilj i župi Košute: (1966. – 2016.), 2016. (suautorica s. Maneta Mijoč)